# Бангкок–Донмианг

Донмианг (тай. ท่าอากาศยานดอนเมือง, англ. Don Mueang, (Old) Bangkok International Airport) — міжнародний аеропорт Бангкока, другий за обсягом внутрішніх перевезень аеропорт Таїланду. Почав експлуатуватися з 27 березня 1914 року, відкритий на основі бази ВПС Таїланду.
Комерційні рейси почав обслуговувати в 1924 році, що робить його одним з найстаріших комерційних аеропортів світу. Перший комерційний рейс був прильот літака KLM Royal Dutch Airlines.
В 2004 році обслуговував 80 авіакомпаній з понад 160 000 польотами. За 2004 рік зафіксовано 38 млн. пасажирів та 700 000 т вантажів.

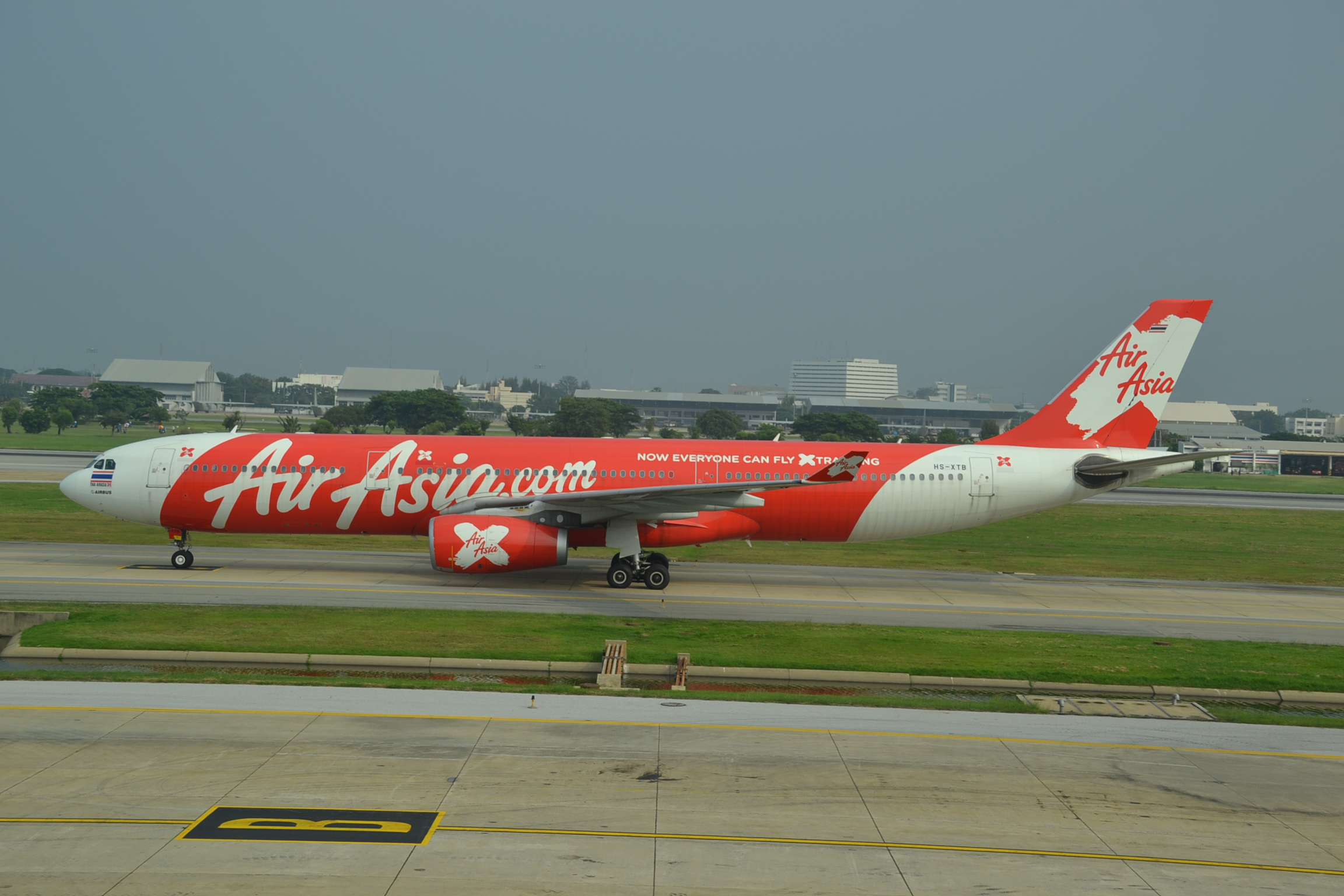
Thai AirAsia X Airbus A330-300

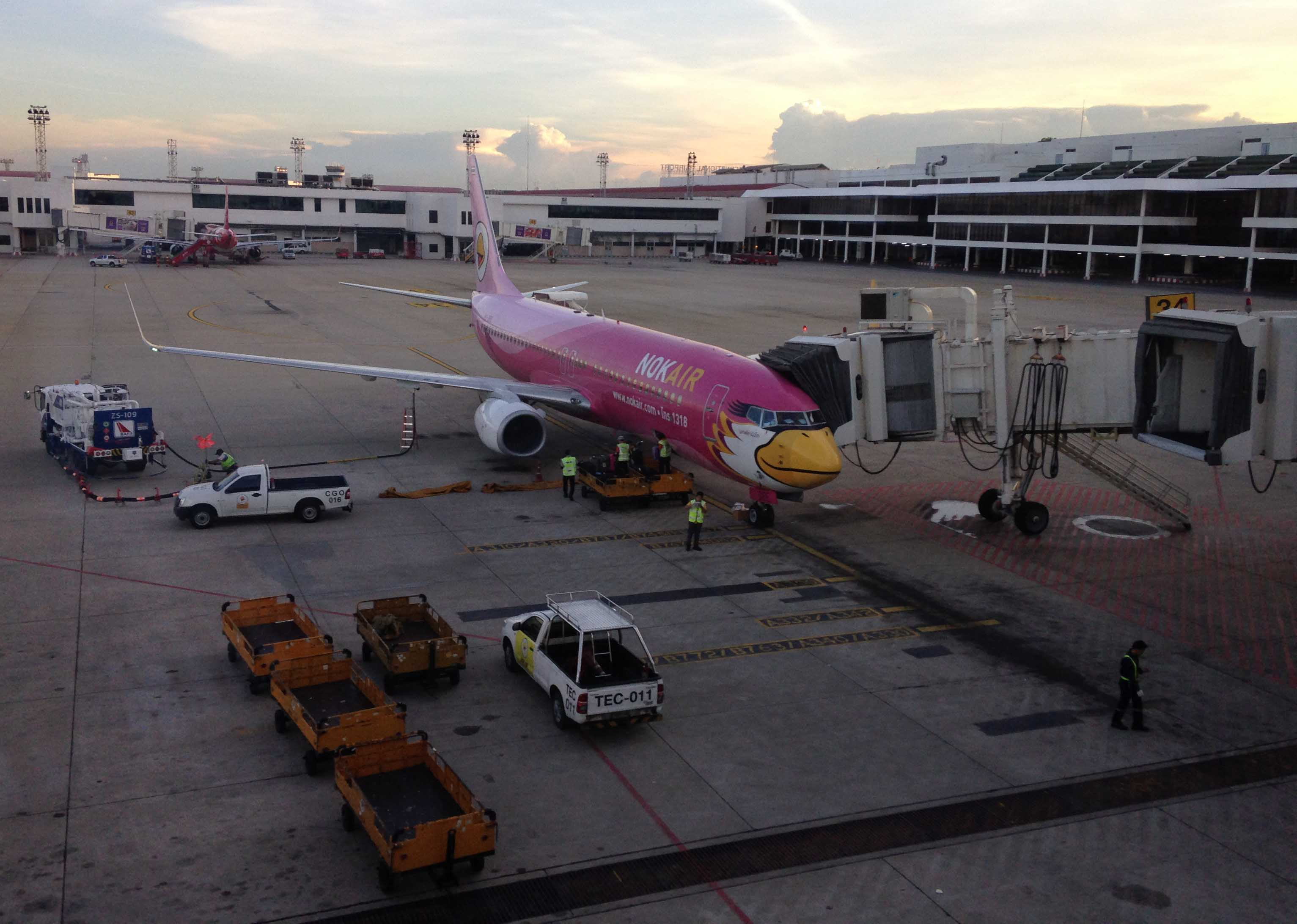
Nok Air Boeing 737-800

До відкриття аеропорту Суварнабхумі, яке відбулося восени 2006 року, протягом майже століття був головним аеропортом Таїланду, в 2006 році був другим за завантаженістю аеропортом Азії і 18-м в світі. В період з вересня 2006 року по березень 2007 року використовувався для чартерних і військових рейсів.
24 березня 2007 року знову відкритий для здійснення внутрішніх комерційних польотів. З моменту відкриття нового аеропорту, він став регіональним центром польотів і де-факто недорогим хабом для авіакомпаній.
Через повені 2011 року, які зачепили Бангкок аеропорт був закритий, оскільки потоки води текли по злітно-посадкових смугах та вплинули на освітлення. Відкритий 6 березня 2012 року
У 2015 році став найбільшим в світі аеропортом для лоу-костерів.

## Статистика
| Рік                               | Кількість пасажирів | Зміна до попереднього року | Кількість польотів | Обсяг вантажу (т) |
| --------------------------------- | ------------------- | -------------------------- | ------------------ | ----------------- |
| 2008                              | 5,043,235           | –                          | –                  | –                 |
| 2009                              | 2,466,997           | ▼051.1%                    | –                  | –                 |
| 2010                              | 2,999,867           | ▲021.6%                    | –                  | –                 |
| 2011                              | 3,424,915           | ▲014.2%                    | 51,301             | –                 |
| 2012                              | 5,983,141           | ▲074.7%                    | 65,120             | 7,329             |
| 2013                              | 16,479,227          | ▲0472.70%                  | 154,827            | 25,657            |
| 2014                              | 21,546,568          | ▲030.75%                   | 172,681            | 29,086            |
| 2015                              | 30,304,183          | ▲029.76%                   | 224,074            | 45,488            |
| Джерело: Airports of Thailand PLC |                     |                            |                    |                   |

| Рік  | Внутрішні  | Міжнародні | Загалом    | Зміна, %  |
| ---- | ---------- | ---------- | ---------- | --------- |
| 2008 | 5,043,235  |            | 5,043,235  | ▲ 0.46    |
| 2009 | 2,466,997  |            | 2,466,997  | ▼ 51.1%   |
| 2010 | 2,999,867  |            | 2,999,867  | ▲ 21.6%   |
| 2011 | 3,424,915  |            | 3,424,915  | ▲ 14.2%   |
| 2012 |            |            | 5,983,141  | ▲ 74.7%   |
| 2013 | 11,190,783 | 5,288,444  | 16,479,227 | ▲ 472.70% |
| 2014 | 15,556,627 | 5,989,941  | 21,546,568 | ▲ 30.75%  |
| 2015 | 21,133,502 | 9,170,681  | 30,304,183 | ▲ 29.76%  |